# Мухаммад аль-Мансур Салахуддін
Аль-Мансур Салах ад-Дін Мухаммад ібн Хаджжі (араб. الملك المنصور صلاح الدين محمد بن حاجي‎; 1347–1363) — мамелюкський султан Єгипту з династії Бахрітів.

## Життєпис
Після повалення султана аль-Хасана у березні 1361 року впливовий емір Ялбуга звів на престол 14-річного Мухаммада, сина Хаджжі I аль-Музаффара.
Лише за кілька місяців після коронації нового султана підбурив повстання Байдамур, наїб ас-салтана (на кшталт віцесултана) Дамаска, звинувативши Ялбугу у вбивстві аль-Хасана. Однак по мірі просування армії Ялбуги до Сирії повстання почало втрачати свої сили. Ялбуга дозволив Байдамуру вирушити у заслання до Єрусалима. Значні проблеми Ялбузі створив і сам його юний протеже, султан Мухаммад II. Незважаючи на свою молодість, він швидко набув репутації збоченця й упертюха. Окрім того, у поводженні з наложницями проявлялись його садистські схильності. З тієї причини Ялбуга у травні 1363 року відрядив Мухаммада назад до гарему його матері й обрав Шабана аль-Ашрафа як нового султана.